# Бергенский собор
Бергенский собор (норв. Bergen Domkirke) — лютеранский собор норвежского города Берген. Первый каменный храм на этом месте историки относят к середине XII века. Впервые упоминается под 1181 годом как церковь св. Олафа. Расположен в северо-западной части центра города.
Горел в 1248, 1270 и 1463 годах. В 1537 г. приобрёл статус собора, в 1550-е годы отстроен заново. Поновлялся после пожаров 1623 и 1640 годов; к этому периоду относится замена шпиля башенкой. В 1880-е годы барочный интерьер переделан в духе средневековья, архитекторами Кристианом Кристи и Петером Бликсом.
В соборной стене застряло пушечное ядро с Бергенской битвы 1665 года (Вторая англо-голландская война). В соборе имеется орган, периодически проводятся концерты органной музыки.